# Basilichthys microlepidotus
El pejerrey del Norte chico o pejerrey de escama chica (Basilichthys microlepidotus) es una especie ictícola de la familia de los aterínidos. Habita en ambientes de agua dulce del sudoeste de América del Sur.

## Taxonomía
Esta especie fue descrita originalmente en el año 1841 por el naturalista inglés Leonard Jenyns bajo el nombre científico de Atherina microlepidota.

## Hábitat
Vive en los ríos y lagos de aguas dulces, de aguas templadas a templado-frías.

## Distribución geográfica
Es endémica del centro-norte de Chile, en cuencas fluviales con pendiente del Pacífico de la zona del Norte Chico, desde el río Huasco hasta Valparaíso.
Genética y estado de conservación
Este pejerrey es considerado una especie amenazada. Es por eso que se ha realizado un mayor esfuerzo en  estudiar su estructura genética, lográndose la secuencia completa de su genoma mitocondrial.